# サンジェイ・ダット (プロレスラー)
サンジェイ・ダット（Sonjay Dutt、1982年4月7日 - ）は、アメリカ合衆国の男性プロレスラー。ワシントンDC出身。AEW所属。
CZWやTNA、ROHなどといったプロレス団体を主戦場として活動している。

## 来歴
インド人移民の家庭のもとで米国のワシントンD.C.に生を享け、ジョージ・メイソン大学で電気通信を専攻した。インドを訪れたのは1991年が最後であった。父親はプロレスの大ファンであったという。
やがてラリー・シャープのもとで訓練を積み、2000年の9月にプロレスラーとしてのデビューを飾り、2003年からCZWのマットに本格的に参入。 さっそく4月にCZWのベスト・オブ・ザ・ベストへと出場し、クリス・キャッシュ〜マーク・ブリスコ〜トレント・アシッドと勝ち進み、初出場にして決勝にまで進出するも、その決勝戦でBボーイを相手に敗れ退いた。
この年―2003年にあっては、IWAミッドサウスのマットに参戦することにもなり、この団体の主催する『デスマッチの祭典』―キング・オブ・ザ・デスマッチへと初出場。アレックス・シェリーと当たった1回戦目で敗退するも、もう一戦を敢行し、アダム・フラッシュと組んだうえでアレックス・シェリー∽ジミー・ジェイコブス組とネイト・ウェッブ∽M-Dogg 20組を制圧。 それから間もなくJCベイリーを相手に梯子を使ったデスマッチを行い、これを制すと同時にIWAミッドサウスのライトヘビー級王座を獲得。 年も暮れの頃にはCZWの『ケージ・オブ・デス』という大会を舞台にラッカスを下しCZW世界ジュニアヘビー級王座を戴冠。この頃からTNAとROHに参戦し始めることにもなった。
2004年にはベスト・オブ・ザ・ベストへの2度目の出場を果たし、ネイト・ウェッブ〜ピーティー・ウィリアムズ〜ボビー・クアンスと勝ち進んでゆきまたしても決勝へ。その決勝戦にてついにはロドリック・ストロングを下し、この大会の優勝者の座に君臨するに至る。 そして7月になると日本の地を踏み、『モンスターJ』というギミックをもってハッスルへと参戦。 さっそくジョシュ・ダニエルズと組んだうえで、カズ・ハヤシ∽スパンキー組とのタッグマッチを行った。 それからハッスルのマットを舞台に高田モンスター軍に加入したうえで活躍を見せ、やがてはTNAインパクトを通してTNAのマットへの本格的な参戦を開始した。
それから2005年を通して日本のZERO1のマットに登場しつつTNAを主戦場として活動し、2006年にはベスト・オブ・ザ・ベストへの3度目の出場を果たすも、マット・サイダルを相手に1回戦目で敗退。 この年にはECWアリーナを舞台にセクシー・エディーを下し2度目のCZW世界ジュニアヘビー級王座を戴冠。 この王座は同日にジグソーの手へと渡った。
そんな2006年から2007年〜2008年を通してその大部分をTNAのマットに活動し、2009年にはROHを主戦場として活動。クリス・ヒーロー、ロドリック・ストロング、エル・ジェネリコ、デイビー・リチャーズ、ネクロ・ブッチャーなどといった面子を相手に活躍を見せた。
以後はTNA・GFWなどのアメリカの各団体で活躍していたが、2019年1月23日、同じくTNAに長年所属していたアビスとともにWWEと契約しプロデューサーとして活動することが発表された。

## 得意技
450°スプラッシュ
キャメルクラッチ
ヒンドゥーサルト
コークスクリュー式450°スプラッシュ
サンジェイカッター
スタンディング式不知火

## タイトル歴
GFW
- GFWネクスジェン王座 : 1回

CZW
- CZW世界ジュニアヘビー級王座 : 2回
- Best of the Best 優勝 : 1回（2004年）
- CZW殿堂

TNA
- TNA Xディヴィジョン王座 : 1回（第82代）
- ワールドXカップ 優勝 : 1回（2006年）

MLW
- MLWジュニアヘビー級王座 : 1 回（初代）
- J-CUP USA 優勝 : 1回（2003年）

ZERO1
- ZERO1インターナショナルジュニアヘビー級王座 : 1回（第8代）

他、アメリカのインディー団体を中心に多数のタイトルを獲得。